# Moiré de Carniole
Pour les articles homonymes, voir Moiré.
Erebia calcaria
Espèce
Statut de conservation UICN

 LC  : Préoccupation mineure
Le Moiré de Carniole ou Moiré de Lorkovic (Erebia calcaria) est un lépidoptère appartenant à la famille des Nymphalidae, à la sous-famille des Satyrinae et au genre Erebia.

## Dénomination
Erebia calcaria a été nommé par Zdravko Lorkovic en 1949.

### Noms vernaculaires
Le Moiré de Carniole ou Moiré de Lorkovic se nomme Lorkovic's Brassy Ringlet en anglais.

## Description
Le Moiré de Carniole est un petit papillon marron foncé avec aux antérieure une bande postdiscale orange portant à l'apex deux petits ocelles pupillés de blancs.
Le revers des antérieures est orange plus ou moins largement bordé de marron avec les deux petits ocelles à l'apex alors que les ailes postérieures sont chinées de gris argent et d'ocre.

## Biologie

### Période de vol et hivernation
Il vole de mi-juillet et fin août.

### Plantes hôtes
Les plantes hôtes des chenilles sont des graminées dont Festuca ovina.

## Écologie et distribution
Il est présent uniquement dans une partie des Alpes, les Alpes juliennes au nord-est de l'Italie et à l'ouest de la Slovénie.

### Biotope
Il réside sur les pentes rocheuses herbues.

### Protection
Le Moiré de Carniole est inscrit sur la liste des insectes strictement protégés de l'annexe 2 de la Convention de Berne et sur la liste des insectes strictement protégés de l'annexe II et de l'annexe IV de la Directive Habitats du Conseil de l'Europe concernant la conservation des habitats naturels ainsi que de la faune et de la flore sauvages du 21 mai 1992,.